# Zmarli w roku 1792
Lista osób zmarłych w 1792:

## luty 1792
- 23 lutego – Joshua Reynolds, malarz angielski[1]

## marzec 1792
- 1 marca – Leopold II Habsburg, cesarz rzymsko-niemiecki[2]
- 5 marca – Efraim Brenn, polski mincerz, intendent Mennicy Warszawskiej[3]
- 29 marca – Gustaw III, król Szwecji[4]

## czerwiec 1792
- 30 czerwca – Antonio Rosetti, czeski kompozytor[5]
- 25 czerwca – John Adam, szkocki architekt[6]

## wrzesień 1792
- 2 września – zamordowani podczas tzw. masakr wrześniowych w Paryżu[7]:
  - Wincenty Abraham, francuski ksiądz, męczennik, błogosławiony katolicki
  - Andrzej Angar, francuski ksiądz, męczennik, błogosławiony katolicki
  - Jan Chrzciciel Aubert, francuski ksiądz, męczennik, błogosławiony katolicki
  - Jan Piotr Bangue, francuski ksiądz, męczennik, błogosławiony katolicki
  - Ludwik Barreau de la Tuche, francuski benedyktyn, męczennik, błogosławiony katolicki
  - Ludwik Franciszek Andrzej Barret, francuski ksiądz, męczennik, błogosławiony katolicki
  - Józef Bécavin, francuski ksiądz, męczennik, błogosławiony katolicki
  - Franciszek Belamain, francuski jezuita, męczennik, błogosławiony katolicki
  - Ludwik Remigiusz Benoist, francuski ksiądz, męczennik, błogosławiony katolicki
  - Ludwik Renat Mikołaj Benoist, francuski ksiądz, męczennik, błogosławiony katolicki
  - Karol Jeremiasz Bérauld du Pérou, francuski ksiądz, męczennik, błogosławiony katolicki
  - Jakub Juliusz Bonnaud, francuski jezuita, męczennik, błogosławiony katolicki
  - Ludwik Aleksy Boubert, francuski ksiądz, męczennik, błogosławiony katolicki
  - Jan Antoni Jacek Boucharenc de Chaumeils, francuski ksiądz, męczennik, błogosławiony katolicki
  - Jan Franciszek Bousquet, francuski ksiądz, męczennik, błogosławiony katolicki
  - Antoni Karol Oktawian du Bouzet, francuski ksiądz, męczennik, błogosławiony katolicki
  - Jan Franciszek Burté, francuski franciszkanin, męczennik, błogosławiony katolicki
  - Karol Regis Mateusz de la Calmette, francuski męczennik, hrabia, błogosławiony katolicki
  - Jan Andrzej Capeau, francuski ksiądz, męczennik, błogosławiony katolicki
  - Klaudiusz Cayx, francuski jezuita, męczennik, błogosławiony katolicki
  - Armand Chapt de Rastignac, francuski ksiądz, męczennik, błogosławiony katolicki
  - Jan Charton de Millou, francuski jezuita, męczennik, błogosławiony katolicki
  - Klaudiusz Chaudet, francuski ksiądz, męczennik, błogosławiony katolicki
  - Ambroży Augustyn Chevreux, francuski benedyktyn, męczennik, błogosławiony katolicki
  - Mikołaj Clairet, francuski ksiądz, męczennik, błogosławiony katolicki
  - Klaudiusz Colin, francuski ksiądz, męczennik, błogosławiony katolicki
  - Bernard Franciszek de Cucsac, francuski sulpicjanin, męczennik, błogosławiony katolicki
  - Wilhelm Antoni Delfaut, francuski jezuita, męczennik, błogosławiony katolicki
  - Gabriel Desprez de Roche, francuski ksiądz, męczennik, błogosławiony katolicki
  - Tomasz Mikołaj Dubray, francuski ksiądz, męczennik, błogosławiony katolicki
  - Klaudiusz Fontaine, francuski ksiądz, męczennik, błogosławiony katolicki
  - Armand de Foucauld de Pontbriand, francuski ksiądz, męczennik, błogosławiony katolicki
  - Jakub Friteyre-Durvé, francuski jezuita, męczennik, błogosławiony katolicki
  - Klaudiusz Franciszek Gagnières des Granges, francuski jezuita, męczennik, błogosławiony katolicki
  - Jakub Gabriel Galais, francuski sulpicjanin, męczennik, błogosławiony katolicki
  - Piotr Gauguin, francuski ksiądz, męczennik, błogosławiony katolicki
  - Ludwik Wawrzyniec Gaultier, francuski ksiądz, męczennik, błogosławiony katolicki
  - Piotr Ludwik Gervais, francuski ksiądz, męczennik, błogosławiony katolicki
  - Seweryn Girault, francuski tercjarz franciszkański, męczennik, błogosławiony katolicki
  - Andrzej Grasset de Saint-Sauveur, francuski ksiądz, męczennik, błogosławiony katolicki
  - Jan Ludwik Guyard de Saint-Clair, francuski ksiądz, męczennik, błogosławiony katolicki
  - Franciszek Ludwik Hébert, francuski eudysta, męczennik, błogosławiony katolicki
  - Sanktus Huré, francuski ksiądz, męczennik, błogosławiony katolicki
  - Karol Ludwik Hurtrel, francuski minimita, męczennik, błogosławiony katolicki
  - Ludwik Beniamin Hurtel, francuski diakon, męczennik, błogosławiony katolicki
  - Jan Lacan, francuski ksiądz, męczennik, błogosławiony katolicki
  - Aleksander Karol Lanfant, francuski jezuita, męczennik, błogosławiony
  - Klaudiusz Antoni Rudolf de Laporte, francuski jezuita, męczennik, błogosławiony katolicki
  - Jan Maria du Lau, arcybiskup Arles, męczennik, błogosławiony katolicki
  - Laurencjusz, francuski zakonnik, męczennik, błogosławiony katolicki
  - Robert Le Bis, francuski ksiądz, męczennik, błogosławiony katolicki
  - Maturyn Mikołaj Le Bous, francuski jezuita, męczennik, błogosławiony katolicki
  - Ludwik Le Danois, francuski ksiądz, męczennik, błogosławiony katolicki
  - Karol Franciszek Le Gué, francuski jezuita, męczennik, błogosławiony katolicki
  - Wincenty Józef Le Rousseau de Rosencoat, francuski jezuita, męczennik, błogosławiony katolicki
  - Franciszek Jacek Lé Livec de Trésurin, francuski jezuita, męczennik, błogosławiony katolicki
  - Salomon Leclerc, francuski lasalianin, męczennik, święty katolicki
  - Franciszek Lefranc, francuski eudysta, męczennik, błogosławiony katolicki
  - Jakub Józef Lejardinier, francuski ksiądz, męczennik, błogosławiony katolicki
  - Jakub Jan Lemeunier, francuski ksiądz, męczennik, błogosławiony katolicki
  - Ludwik Longuet, francuski ksiądz, męczennik, błogosławiony katolicki
  - Kasper Klaudiusz Maignien, francuski ksiądz, męczennik, błogosławiony katolicki
  - Jan Filip Marchand, francuski sulpicjanin, męczennik, błogosławiony katolicki
  - Ludwik Mauduit, francuski ksiądz, męczennik, błogosławiony katolicki
  - Tomasz Jan Monsaint, francuski ksiądz, męczennik, błogosławiony katolicki
  - Jean-Jacques Morel (Apolinary z Posat), francuski kapucyn, męczennik, błogosławiony katolicki
  - Augustyn Dionizy Nézel, francuski klaryk, męczennik, błogosławiony katolicki
  - Franciszek Józef Pey, francuski ksiądz, męczennik, błogosławiony katolicki
  - Piotr Ploquin, francuski ksiądz, męczennik, błogosławiony katolicki
  - Daniel Ludwik Andrzej des Pommerayes, francuski ksiądz, męczennik, błogosławiony katolicki
  - Jan Chrzciciel Michał Pontus, francuski sulpicjanin, męczennik, błogosławiony katolicki
  - Jan Józef Rateau, francuski ksiądz, męczennik, błogosławiony katolicki
  - Stefan Franciszek Deusdedit de Ravinel, francuski diakon, męczennik, błogosławiony katolicki
  - Franciszek Józef de la Rochefoucauld, biskup Beauvais, męczennik, błogosławiony katolicki
  - Piotr Ludwik de la Rochefoucauld, biskup Saintes, męczennik, błogosławiony katolicki
  - Marek Ludwik Royer, francuski ksiądz, męczennik, błogosławiony katolicki
  - Jan Piotr Simon, francuski ksiądz, męczennik, błogosławiony katolicki
  - Lupus Thomas, francuski jezuita, męczennik, błogosławiony katolicki
  - Franciszek Vareilhe-Duteil, francuski jezuita, męczennik, błogosławiony katolicki
  - Piotr Jakub Maria Vitalis, francuski ksiądz, męczennik, błogosławiony katolicki
- 3 września – zamordowani podczas tzw. masakr wrześniowych w Paryżu[8]:
  - Andrzej Abel Alricy, francuski ksiądz, męczennik, błogosławiony katolicki
  - Renat Maria Andrieux, francuski jezuita, męczennik, błogosławiony katolicki
  - Jan Chrzciciel Bottex, francuski ksiądz, męczennik, błogosławiony katolicki
  - Mikołaj Colin, francuski lazarysta, męczennik, błogosławiony katolicki
  - Sebastian Desbrielles, francuski ksiądz, męczennik, błogosławiony katolicki
  - Ludwik Józef François, francuski lazarysta, męczennik, błogosławiony katolicki
  - Michał Franciszek de la Gardette, francuski ksiądz, męczennik, błogosławiony katolicki
  - Piotr Jan Garrigues, francuski ksiądz, męczennik, błogosławiony katolicki
  - Józef Maria Gros, francuski ksiądz, męczennik, błogosławiony katolicki
  - Piotr Guérin du Rocher, francuski jezuita, męczennik, błogosławiony katolicki
  - Robert Franciszek Guérin du Rocher, francuski jezuita, męczennik, błogosławiony katolicki
  - Iwo Andrzej Guillon de Keranrum, francuski ksiądz, męczennik, błogosławiony katolicki
  - Jakub de la Lande, francuski ksiądz, męczennik, błogosławiony katolicki
  - Ludwik Jan Mateusz Lanier, francuski ksiądz, męczennik, błogosławiony katolicki
  - Jan Józef de Lavèze-Belay, francuski ksiądz, męczennik, błogosławiony katolicki
  - Ludwik Franciszek Rigot, francuski męczennik, błogosławiony katolicki
  - Jan Antoni Józef de Villette, francuski męczennik, błogosławiony katolicki

## grudzień 1792
- 10 grudnia – William Hoare, angielski portrecista i malarz[9]